# BAFTA a la millor actriu
El BAFTA a la millor actriu és un dels premis BAFTA atorgats per la British Academy of Film and Television Arts (BAFTA) en una cerimònia anual des de 1953, en reconeixement de la millor representació femenina en un paper principal. Entre els anys 1953 i 1968 estava dividit en dues categories diferents: millor actriu britànica i millor actriu estrangera; del 1985 al present, es coneix com a "millor actriu en un paper protagonista".

## Guanyadores i nominades
Els anys indicats són aquells en què es va celebrar la cerimònia, que té lloc l'any següent de l'estrena de les pel·lícules en qüestió.

### Dècada del 1950

#### Millor actriu britànica
| Any               | Actriu                                                       | Pel·lícula         | Personatge |
| ----------------- | ------------------------------------------------------------ | ------------------ | ---------- |
| 1953              |                                                              |                    |            |
| Vivien Leigh      | A Streetcar Named Desire                                     | Blanche DuBois     |            |
| Phyllis Calvert   | Mandy                                                        | Christine Garland  |            |
| Celia Johnson     | I Believe in You                                             | Matty Matheson     |            |
| Ann Todd          | The Sound Barrier                                            | Susan Garthwaite   |            |
| 1954              |                                                              |                    |            |
| Audrey Hepburn    | Vacances a Roma (Roman Holiday)                              | Princess Ann       |            |
| Celia Johnson     | The Captain's Paradise                                       | Maud               |            |
| 1955              |                                                              |                    |            |
| Yvonne Mitchell   | The Divided Heart                                            | Sonja              |            |
| Brenda de Banzie  | Hobson's Choice                                              | Maggie Hobson      |            |
| Audrey Hepburn    | Sabrina                                                      | Sabrina Fairchild  |            |
| Margaret Leighton | Carrington V.C.                                              | Valerie Carrington |            |
| Noelle Middleton  | Carrington V.C.                                              | Alison L. Graham   |            |
| 1956              |                                                              |                    |            |
| Katie Johnson     | El quintet de la mort (The Ladykillers)                      | Louisa Wilberforce |            |
| Margaret Johnston | Touch and Go                                                 | Helen Fletcher     |            |
| Deborah Kerr      | The End of the Affair                                        | Sarah Miles        |            |
| Margaret Lockwood | Cast a Dark Shadow                                           | Freda Jefferies    |            |
| 1957              |                                                              |                    |            |
| Virginia McKenna  | A Town Like Alice                                            | Jean Paget         |            |
| Dorothy Alison    | Reach for the Sky                                            | Nurse Brace        |            |
| Audrey Hepburn    | Guerra i pau (War and Peace)                                 | Natasha Rostova    |            |
| 1958              |                                                              |                    |            |
| Heather Sears     | La història d'Esther Costello (The Story of Esther Costello) | Esther Costello    |            |
| Deborah Kerr      | Te i simpatia (Tea and Sympathy)                             | Laura Reynolds     |            |
| Sylvia Syms       | Woman in a Dressing Gown                                     | Georgie Harlow     |            |
| 1959              |                                                              |                    |            |
| Irene Worth       | Orders to Kill                                               | Léonie             |            |
| Hermione Baddeley | Un lloc a dalt de tot (Room at the Top)                      | Elspeth            |            |
| Karuna Banerjee   | Aparajito                                                    | Sarbajaya Roy      |            |
| Virginia McKenna  | Carve Her Name with Pride                                    | Violette Szabo     |            |

#### Millor actriu estrangera
| Any               | Actriu                                                   | Pel·lícula                | Personatge |
| ----------------- | -------------------------------------------------------- | ------------------------- | ---------- |
| 1953              |                                                          |                           |            |
| Simone Signoret   | Casque d'or                                              | Marie                     |            |
| Edwige Feuillère  | Olivia                                                   | Julie                     |            |
| Katharine Hepburn | La Pat i en Mike (Pat and Mike)                          | Patricia "Pat" Pemberton  |            |
| Judy Holliday     | The Marrying Kind                                        | Florence Keefer           |            |
| Nicole Stéphane   | Les Enfants terribles                                    | Elisabeth                 |            |
| 1954              |                                                          |                           |            |
| Leslie Caron      | Lili                                                     | Lili Daurier              |            |
| Shirley Booth     | Come Back, Little Sheba                                  | Lola Delaney              |            |
| Marie Powers      | The Medium                                               | Flora                     |            |
| Maria Schell      | The Heart of the Matter                                  | Helen Rolt                |            |
| 1955              |                                                          |                           |            |
| Cornell Borchers  | The Divided Heart                                        | Inga Hartl                |            |
| Shirley Booth     | About Mrs. Leslie                                        | Vivien Leslie             |            |
| Judy Holliday     | Phffft                                                   | Nina Tracey               |            |
| Grace Kelly       | Crim perfecte (Dial M for Murder)                        | Margot Wendice            |            |
| Gina Lollobrigida | Pane, amore e fantasia                                   | Maria de Ritis            |            |
| 1956              |                                                          |                           |            |
| Betsy Blair       | Marty                                                    | Clara Snyder              |            |
| Dorothy Dandridge | Carmen Jones                                             | Carmen Jones              |            |
| Judy Garland      | A Star Is Born                                           | Esther Blodgett           |            |
| Julie Harris      | I Am a Camera                                            | Sally Bowles              |            |
| Katharine Hepburn | Bogeries d'estiu (Summertime)                            | Jane Hudson               |            |
| Grace Kelly       | The Country Girl                                         | Georgie Elgin             |            |
| Giulietta Masina  | La strada                                                | Gelsomina                 |            |
| Marilyn Monroe    | The Seven Year Itch                                      | The Girl                  |            |
| 1957              |                                                          |                           |            |
| Anna Magnani      | The Rose Tattoo                                          | Serafina Delle Rose       |            |
| Carroll Baker     | Baby Doll                                                | Baby Doll Meighan         |            |
| Eva Dahlbeck      | Somriures d'una nit d'estiu (Sommarnattens leende)       | Desiree Armfeldt          |            |
| Ava Gardner       | Destins encreuats (Bhowani Junction)                     | Victoria Jones            |            |
| Susan Hayward     | I'll Cry Tomorrow                                        | Lillian Roth              |            |
| Shirley MacLaine  | The Trouble with Harry                                   | Jennifer Rogers           |            |
| Kim Novak         | Pícnic (Picnic)                                          | Marjorie Owens            |            |
| Marisa Pavan      | The Rose Tattoo                                          | Rose Delle Rose           |            |
| Maria Schell      | Gervaise                                                 | Gervaise Macquart Coupeau |            |
| Jean Simmons      | Ells i elles (Guys and Dolls)                            | Sister Sarah Brown        |            |
| 1958              |                                                          |                           |            |
| Simone Signoret   | Les Sorcières de Salem                                   | Elizabeth Proctor         |            |
| Augusta Dabney    | That Night!                                              | Maggie Bowden             |            |
| Katharine Hepburn | The Rainmaker                                            | Lizzie Curry              |            |
| Lilli Palmer      | Anastasia, die letzte Zarentochter                       | Anna Anderson             |            |
| Eva Marie Saint   | A Hatful of Rain                                         | Celia Pope                |            |
| Marilyn Monroe    | El príncep i la corista (The Prince and the Showgirl)    | Elsie Marina              |            |
| Joanne Woodward   | The Three Faces of Eve                                   | Eve White                 |            |
| 1959              |                                                          |                           |            |
| Simone Signoret   | Un lloc a dalt de tot (Room at the Top)                  | Alice Aisgill             |            |
| Ingrid Bergman    | The Inn of the Sixth Happiness                           | Gladys Aylward            |            |
| Anna Magnani      | Wild Is the Wind                                         | Gioia                     |            |
| Giulietta Masina  | Les nits de la Cabiria (Le notti di Cabiria)             | Cabiria Ceccarelli        |            |
| Tatiana Samoilova | The Cranes Are Flying                                    | Veronika                  |            |
| Elizabeth Taylor  | La gata sobre la teulada de zinc (Cat on a Hot Tin Roof) | Maggie Pollitt            |            |
| Joanne Woodward   | No Down Payment                                          | Leola Boone               |            |

### Dècada del 1960

#### Millor actriu britànica
| Any              | Actriu                                                          | Pel·lícula                           | Personatge |
| ---------------- | --------------------------------------------------------------- | ------------------------------------ | ---------- |
| 1960             |                                                                 |                                      |            |
| Audrey Hepburn   | Història d'una monja (The Nun's Story)                          | Germana Luke (Gabrielle van der Mal) |            |
| Kay Walsh        | The Horse's Mouth                                               | Miss. Coker                          |            |
| Sylvia Syms      | No Trees in the Street                                          | Hetty                                |            |
| Peggy Ashcroft   | Història d'una monja (The Nun's Story)                          | Mare Mathilde                        |            |
| Yvonne Mitchell  | Sapphire                                                        | Mildred                              |            |
| 1961             |                                                                 |                                      |            |
| Rachel Roberts   | Saturday Night and Sunday Morning                               | Brenda                               |            |
| Hayley Mills     | Pollyanna                                                       | Pollyanna                            |            |
| Wendy Hiller     | Sons and Lovers                                                 | Gertrude Morel                       |            |
| 1962             |                                                                 |                                      |            |
| Dora Bryan       | A Taste of Honey                                                | Helen                                |            |
| Deborah Kerr     | Tres vides errants (The Sundowners)                             | Ida Carmody                          |            |
| Hayley Mills     | Whistle Down the Wind                                           | Kathy Bostock                        |            |
| 1963             |                                                                 |                                      |            |
| Leslie Caron     | L'habitació en forma d'ela (The L-Shaped Room)                  | Jane Fosset                          |            |
| Janet Munro      | Life for Ruth                                                   | Pat Harris                           |            |
| Virginia Maskell | The Wild and the Willing                                        | Virginia Chown                       |            |
| 1964             |                                                                 |                                      |            |
| Rachel Roberts   | This Sporting Life                                              | Margaret Hammond                     |            |
| Julie Christie   | Billy Liar                                                      | Liz                                  |            |
| Sarah Miles      | El servent (The Servant)                                        | Vera                                 |            |
| Barbara Windsor  | Sparrows Can't Sing                                             | Maggie Gooding                       |            |
| Edith Evans      | Tom Jones                                                       | Miss Western                         |            |
| 1965             |                                                                 |                                      |            |
| Audrey Hepburn   | Xarada (Charade)                                                | Regina Lampert                       |            |
| Edith Evans      | The Chalk Garden                                                | Mrs. St. Maugham                     |            |
| Deborah Kerr     | The Chalk Garden                                                | Mrs. Madrigal                        |            |
| Rita Tushingham  | Girl with Green Eyes                                            | Kate Brady                           |            |
| 1966             |                                                                 |                                      |            |
| Julie Christie   | Darling                                                         | Diana Scott                          |            |
| Julie Andrews    | The Americanization of Emily                                    | Emily Barham                         |            |
| Julie Andrews    | Somriures i llàgrimes (The Sound of Music)                      | Maria von Trapp                      |            |
| Maggie Smith     | El somiador rebel (Young Cassidy)                               | Nora                                 |            |
| Rita Tushingham  | El knack (The Knack... and How to Get It)                       | Nancy Jones                          |            |
| 1967             |                                                                 |                                      |            |
| Elizabeth Taylor | Qui té por de Virginia Woolf? (Who's afraid of Virginia Woolf?) | Martha                               |            |
| Julie Christie   | Doctor Jivago (Doctor Zhivago)                                  | Lara Antipova                        |            |
| Julie Christie   | Fahrenheit 451                                                  | Linda Montag / Clarisse              |            |
| Lynn Redgrave    | Georgy (Georgy Girl)                                            | Georgina "Georgy" Parkin             |            |
| Vanessa Redgrave | Morgan – A Suitable Case for Treatment                          | Leonie Delt                          |            |
| 1968             |                                                                 |                                      |            |
| Edith Evans      | The Whisperers                                                  | Mrs. Ross                            |            |
| Barbara Jefford  | Ulysses                                                         | Molly Bloom                          |            |
| Elizabeth Taylor | L'amansiment de la fúria (The Taming of the Shrew)              | Katharina                            |            |

#### Millor actriu estrangera
| Any               | Actriu                                                            | Pel·lícula           | Personatge |
| ----------------- | ----------------------------------------------------------------- | -------------------- | ---------- |
| 1960              |                                                                   |                      |            |
| Shirley MacLaine  | Ask Any Girl                                                      | Meg Wheeler          |            |
| Rosalind Russell  | La tia Mame (Auntie Mame)                                         | Mame Dennis          |            |
| Susan Hayward     | Vull viure (I Want to Live!)                                      | Barbara Graham       |            |
| Ava Gardner       | L'hora final (On the Beach)                                       | Moira Davidson       |            |
| Ellie Lambeti     | A Matter of Dignity                                               | Chloe Pella          |            |
| 1961              |                                                                   |                      |            |
| Shirley MacLaine  | L'apartament (The Apartment)                                      | Fran Kubelik         |            |
| Pier Angeli       | The Angry Silence                                                 | Anna Curtis          |            |
| Monica Vitti      | L'aventura (L'avventura)                                          | Claudia              |            |
| Jean Simmons      | Elmer Gantry                                                      | Sharon Falconer      |            |
| Emmanuelle Riva   | Hiroshima mon amour                                               | Elle                 |            |
| Melina Merkuri    | Never on Sunday                                                   | Illya                |            |
| 1962              |                                                                   |                      |            |
| Sophia Loren      | La camperola (La ciociara)                                        | Cesira               |            |
| Piper Laurie      | El vividor (The Hustler)                                          | Sarah Packard        |            |
| Claudia McNeil    | A Raisin in the Sun                                               | Lena Younger         |            |
| Annie Girardot    | Rocco e i suoi fratelli                                           | Nadia                |            |
| Jean Seberg       | Sense alè (Breathless)                                            | Patricia Franchini   |            |
| 1963              |                                                                   |                      |            |
| Anne Bancroft     | El miracle d'Anna Sullivan (The Miracle Worker)                   | Annie Sullivan       |            |
| Jeanne Moreau     | Jules et Jim                                                      | Catherine            |            |
| Anouk Aimée       | Lola                                                              | Lola                 |            |
| Melina Merkuri    | Fedra                                                             | Fedra                |            |
| Natalie Wood      | Esplendor a l'herba (Splendor in the Grass)                       | Deanie Loomis        |            |
| Geraldine Page    | Dolç ocell de joventut (Sweet Bird of Youth)                      | Alexandra del Lago   |            |
| Harriet Andersson | Såsom i en spegel                                                 | Katrin               |            |
| 1964              |                                                                   |                      |            |
| Patricia Neal     | Hud                                                               | Alma Brown           |            |
| Lee Remick        | Dies de vi i roses (Days of Wine and Roses)                       | Kirsten Arnesen Clay |            |
| Daniela Rocca     | Divorci a la italiana (Divorzio all'italiana)                     | Rosalia Cefalù       |            |
| Joan Crawford     | Què se n'ha fet, de Baby Jane? (What Ever Happened to Baby Jane?) | Blanche Hudson       |            |
| Bette Davis       | Què se n'ha fet, de Baby Jane? (What Ever Happened to Baby Jane?) | Baby Jane Hudson     |            |
| 1965              |                                                                   |                      |            |
| Anne Bancroft     | The Pumpkin Eater                                                 | Jo Armitage          |            |
| Ava Gardner       | La nit de la iguana (The Night of the Iguana)                     | Maxine Faulk         |            |
| Shirley MacLaine  | Irma la douce (Irma la Douce)                                     | Irma la douce        |            |
| Shirley MacLaine  | What a Way to Go!                                                 | Louisa Foster        |            |
| Kim Stanley       | Séance on a Wet Afternoon                                         | Myra Savage          |            |
| 1966              |                                                                   |                      |            |
| Patricia Neal     | In Harm's Way                                                     | Maggie Haines        |            |
| Lila Kedrova      | Zorba the Greek                                                   | Madame Hortense      |            |
| Simone Signoret   | El vaixell dels bojos (Ship of Fools)                             | La Condesa           |            |
| 1967              |                                                                   |                      |            |
| Jeanne Moreau     | Viva Maria (Viva Maria !)                                         | Maria I              |            |
| Brigitte Bardot   | Viva Maria (Viva Maria !)                                         | Maria II             |            |
| Joan Hackett      | Un grup de dones (The Group)                                      | Dottie Renfrew       |            |
| 1968              |                                                                   |                      |            |
| Anouk Aimée       | Un homme et une femme                                             | Anne Gauthier        |            |
| Bibi Andersson    | Persona                                                           | Alma                 |            |
| Bibi Andersson    | Syskonbädd 1782                                                   | Charlotte / germana  |            |
| Jane Fonda        | Barefoot in the Park (Barefoot in the Park)                       | Corie Bratter        |            |
| Simone Signoret   | The Deadly Affair                                                 | Elsa Fennan          |            |

#### Millor actriu
| Any               | Actriu                                                                    | Pel·lícula                            | Personatge |
| ----------------- | ------------------------------------------------------------------------- | ------------------------------------- | ---------- |
| 1969              |                                                                           |                                       |            |
| Katharine Hepburn | Endevina qui ve a sopar (Guess Who's Coming to Dinner) The Lion in Winter | Christina Drayton Elionor d'Aquitània |            |
| Catherine Deneuve | Belle de jour                                                             | Séverine Serizy                       |            |
| Anne Bancroft     | El graduat (The Graduate)                                                 | Mrs. Robinson                         |            |
| Joanne Woodward   | Rachel, Rachel                                                            | Rachel Cameron                        |            |

### Dècada del 1970
| Any              | Actriu                                                                                     | Pel·lícula                   | Personatge |
| ---------------- | ------------------------------------------------------------------------------------------ | ---------------------------- | ---------- |
| 1970             |                                                                                            |                              |            |
| Maggie Smith     | The Prime of Miss Jean Brodie                                                              | Jean Brodie                  |            |
| Mia Farrow       | John and Mary                                                                              | Mary                         |            |
| Mia Farrow       | La llavor del diable (Rosemary's Baby)                                                     | Rosemary Woodhouse           |            |
| Mia Farrow       | Secret Ceremony                                                                            | Cenci                        |            |
| Glenda Jackson   | Dones enamorades (Women in Love)                                                           | Gudrun Brangwen              |            |
| Barbra Streisand | Funny Girl                                                                                 | Fanny Brice                  |            |
| Barbra Streisand | Hello, Dolly!                                                                              | Dolly Gallagher Levi         |            |
| 1971             |                                                                                            |                              |            |
| Katharine Ross   | Butch Cassidy and the Sundance Kid La vall del fugitiu (Tell Them Willie Boy Is Here)      | Etta Place Lola              |            |
| Jane Fonda       | They Shoot Horses, Don't They?                                                             | Gloria Beatty                |            |
| Goldie Hawn      | Flor de cactus (Cactus Flower)                                                             | Toni Simmons                 |            |
| Goldie Hawn      | There's a Girl in My Soup                                                                  | Marion                       |            |
| Sarah Miles      | La filla de Ryan (Ryan's Daughter)                                                         | Rosy Ryan                    |            |
| 1972             |                                                                                            |                              |            |
| Glenda Jackson   | Diumenge, maleït diumenge (Sunday Bloody Sunday)                                           | Alex Greville                |            |
| Lynn Carlin      | Vull volar (Taking Off)                                                                    | Lynn Tyne                    |            |
| Julie Christie   | El missatger (The Go-Between)                                                              | Marian                       |            |
| Jane Fonda       | Klute                                                                                      | Bree Daniels                 |            |
| Nanette Newman   | The Raging Moon                                                                            | Jill Matthews                |            |
| 1973             |                                                                                            |                              |            |
| Liza Minnelli    | Cabaret                                                                                    | Sally Bowles                 |            |
| Stéphane Audran  | Le Boucher                                                                                 | Hélène                       |            |
| Anne Bancroft    | El jove Winston (Young Winston)                                                            | Lady Randolph Churchill      |            |
| Dorothy Tutin    | Savage Messiah                                                                             | Sophie Brzeska               |            |
| 1974             |                                                                                            |                              |            |
| Stéphane Audran  | El discret encant de la burgesia (Le Charme discret de la bourgeoisie) Juste avant la nuit | Alice Sénéchal Hélène Masson |            |
| Julie Christie   | Amenaça a l'ombra (Don't Look Now / A Venezia... un dicembre rosso shocking)               | Laura Baxter                 |            |
| Glenda Jackson   | A Touch of Class                                                                           | Vicki Allessio               |            |
| Diana Ross       | Lady Sings the Blues                                                                       | Billie Holiday               |            |
| Ingrid Thulin    | Crits i murmuris (Viskningar och rop)                                                      | Karin                        |            |
| 1975             |                                                                                            |                              |            |
| Joanne Woodward  | Summer Wishes, Winter Dreams                                                               | Rita Walden                  |            |
| Faye Dunaway     | Chinatown                                                                                  | Evelyn Mulwray               |            |
| Barbra Streisand | Tal com érem (The Way We Were)                                                             | Katie Morosky                |            |
| Cicely Tyson     | The Autobiography of Miss Jane Pittman                                                     | Jane Pittmann                |            |
| 1976             |                                                                                            |                              |            |
| Ellen Burstyn    | Alícia ja no viu aquí (Alice Doesn't Live Here Anymore)                                    | Alice Hyatt                  |            |
| Anne Bancroft    | El presoner de la Segona Avinguda (The Prisoner of Second Avenue)                          | Edna Edison                  |            |
| Valerie Perrine  | Lenny                                                                                      | Honey Harlow                 |            |
| Liv Ullmann      | Secrets d'un matrimoni (Scener ur ett äktenskap)                                           | Marianne                     |            |
| 1977             |                                                                                            |                              |            |
| Louise Fletcher  | Algú va volar sobre el niu del cucut (One Flew Over the Cuckoo's Nest)                     | infermera Ratched            |            |
| Lauren Bacall    | L'últim pistoler (The Shootist)                                                            | Bond Rogers                  |            |
| Rita Moreno      | The Ritz                                                                                   | Googie Gomez                 |            |
| Liv Ullmann      | Cara a cara (Ansikte mot ansikte)                                                          | Jenny Isaksson               |            |
| 1978             |                                                                                            |                              |            |
| Diane Keaton     | Annie Hall                                                                                 | Annie Hall                   |            |
| Faye Dunaway     | Network                                                                                    | Diana Christensen            |            |
| Shelley Duvall   | 3 Women                                                                                    | Millie Lammoreaux            |            |
| Lily Tomlin      | L'última sessió (The Late Show)                                                            | Margo Sperling               |            |
| 1979             |                                                                                            |                              |            |
| Jane Fonda       | Julia                                                                                      | Lillian Hellman              |            |
| Anne Bancroft    | The Turning Point                                                                          | Emma Jacklin                 |            |
| Jill Clayburgh   | Una dona separada (An Unmarried Woman)                                                     | Erica Benton                 |            |
| Marsha Mason     | La noia de l'adéu (The Goodbye Girl)                                                       | Paula McFadden               |            |

### Dècada del 1980
| Any               | Actriu                                                     | Pel·lícula                 | Personatge |
| ----------------- | ---------------------------------------------------------- | -------------------------- | ---------- |
| 1980              |                                                            |                            |            |
| Jane Fonda        | La síndrome de la Xina (The China Syndrome)                | Kimberly Wells             |            |
| Diane Keaton      | Manhattan                                                  | Mary Wilkie                |            |
| Maggie Smith      | California Suite                                           | Diana Barrie               |            |
| Meryl Streep      | El caçador (The Deer Hunter)                               | Linda                      |            |
| 1981              |                                                            |                            |            |
| Judy Davis        | My Brilliant Career                                        | Sybylla Melvyn             |            |
| Shirley MacLaine  | Being There                                                | Eve Rand                   |            |
| Bette Midler      | The Rose                                                   | Mary Rose Foster           |            |
| Meryl Streep      | Kramer contra Kramer (Kramer vs. Kramer)                   | Joanna Kramer              |            |
| 1982              |                                                            |                            |            |
| Meryl Streep      | La dona del tinent francès (The French Lieutenant's Woman) | Sara Woodruff i Anna       |            |
| Mary Tyler Moore  | Gent corrent (Ordinary People)                             | Beth Jarrett               |            |
| Maggie Smith      | Quartet                                                    | Lois Heidler               |            |
| Sissy Spacek      | Coal Miner's Daughter                                      | Loretta Lynn               |            |
| 1983              |                                                            |                            |            |
| Katharine Hepburn | On Golden Pond                                             | Ethel Thayer               |            |
| Diane Keaton      | Rojos (Reds)                                               | Louise Bryant              |            |
| Jennifer Kendal   | 36 Chowringhee Lane                                        | Violet Stoneham            |            |
| Sissy Spacek      | Missing                                                    | Beth Horman                |            |
| 1984              |                                                            |                            |            |
| Julie Walters     | Educant la Rita (Educating Rita)                           | Susan "Rita" White         |            |
| Jessica Lange     | Tootsie                                                    | Julie Nichols              |            |
| Phyllis Logan     | Another Time, Another Place                                | Janie                      |            |
| Meryl Streep      | La decisió de la Sophie (Sophie's Choice)                  | Zofia "Sophie" Zawistowski |            |
| 1985              |                                                            |                            |            |
| Maggie Smith      | Funció privada (A Private Function)                        | Joyce Chilvers             |            |
| Shirley MacLaine  | La força de la tendresa (Terms of Endearment)              | Aurora Greenaway           |            |
| Helen Mirren      | Cal                                                        | Marcella                   |            |
| Meryl Streep      | Silkwood                                                   | Karen Silkwood             |            |
| 1986              |                                                            |                            |            |
| Peggy Ashcroft    | Passatge a l'Índia (A Passage to India)                    | Mrs. Moore                 |            |
| Mia Farrow        | La rosa porpra del Caire (The Purple Rose of Cairo)        | Cecilia                    |            |
| Kelly McGillis    | L'únic testimoni (Witness)                                 | Rachel Lapp                |            |
| Alexandra Pigg    | Letter to Brezhnev                                         | Elaine                     |            |
| 1987              |                                                            |                            |            |
| Maggie Smith      | Una habitació amb vista (A Room with a View)               | Charlotte Bartlett         |            |
| Mia Farrow        | Hannah i les seves germanes (Hannah and Her Sisters)       | Hannah                     |            |
| Meryl Streep      | Out of Africa                                              | Karen Blixen               |            |
| Cathy Tyson       | Mona Lisa                                                  | Simone                     |            |
| 1988              |                                                            |                            |            |
| Anne Bancroft     | La carta final (84 Charing Cross Road)                     | Helene Hanff               |            |
| Emily Lloyd       | Wish You Were Here                                         | Lynda Mansell              |            |
| Sarah Miles       | Esperança i glòria (Hope and Glory)                        | Grace Rowan                |            |
| Julie Walters     | Serveis molt personals (Personal Services)                 | Christine Painter          |            |
| 1989              |                                                            |                            |            |
| Maggie Smith      | The Lonely Passion of Judith Hearne                        | Judith Hearne              |            |
| Stéphane Audran   | El festí de Babette (Babette's Feast)                      | Babette Hersant            |            |
| Cher              | Encís de lluna (Moonstruck)                                | Loretta Castorini          |            |
| Jamie Lee Curtis  | Un peix anomenat Wanda (A Fish Called Wanda)               | Wanda Gershwitz            |            |

### Dècada del 1990
| Any                  | Actriu                                                | Pel·lícula                      | Personatge |
| -------------------- | ----------------------------------------------------- | ------------------------------- | ---------- |
| 1990                 |                                                       |                                 |            |
| Pauline Collins      | Shirley Valentine                                     | Shirley Valentine               |            |
| Glenn Close          | Les amistats perilloses (Dangerous Liaisons)          | Marquesa de Merteuil            |            |
| Jodie Foster         | Acusats (The Accused)                                 | Sarah Tobias                    |            |
| Melanie Griffith     | Working Girl                                          | Tess McGill                     |            |
| 1991                 |                                                       |                                 |            |
| Jessica Tandy        | Tot passejant Miss Daisy (Driving Miss Daisy)         | Daisy Werthan                   |            |
| Shirley MacLaine     | Postals des de Hollywood (Postcards from the Edge)    | Doris Mann                      |            |
| Michelle Pfeiffer    | Els fabulosos Baker Boys (The Fabulous Baker Boys)    | Susie Diamond                   |            |
| Julia Roberts        | Pretty Woman                                          | Vivian Ward                     |            |
| 1992                 |                                                       |                                 |            |
| Jodie Foster         | El silenci dels anyells (The Silence of the Lambs)    | Clarice Starling                |            |
| Geena Davis          | Thelma i Louise (Thelma & Louise)                     | Thelma Dickinson                |            |
| Susan Sarandon       | Thelma i Louise (Thelma & Louise)                     | Louise Sawyer                   |            |
| Juliet Stevenson     | Un fantasma enamorat (Truly, Madly, Deeply)           | Nina                            |            |
| 1993                 |                                                       |                                 |            |
| Emma Thompson        | Retorn a Howards End (Howards End)                    | Margaret Schlegel               |            |
| Judy Davis           | Marits i mullers (Husbands and Wives)                 | Sally Simmons                   |            |
| Tara Morice          | L'amor és a l'aire (Strictly Ballroom)                | Fran                            |            |
| Jessica Tandy        | Tomàquets verds fregits (Fried Green Tomatoes)        | Ninny Threadgoode               |            |
| 1994                 |                                                       |                                 |            |
| Holly Hunter         | El piano (The Piano)                                  | Ada McGrath                     |            |
| Miranda Richardson   | Tom i Viv (Tom & Viv)                                 | Vivienne Haigh-Wood Eliot       |            |
| Emma Thompson        | El que queda del dia (The Remains of The Day)         | Sarah Kenton                    |            |
| Debra Winger         | Shadowlands                                           | Joy Davidman Gresham            |            |
| 1995                 |                                                       |                                 |            |
| Susan Sarandon       | El client (The Client)                                | Regina "Reggie" Love            |            |
| Linda Fiorentino     | L'última seducció (The Last Seduction)                | Bridget Gregory                 |            |
| Irène Jacob          | Tres colors: Vermell (Trois couleurs : Rouge)         | Valentine Dussaut               |            |
| Uma Thurman          | Pulp Fiction                                          | Mia Wallace                     |            |
| 1996                 |                                                       |                                 |            |
| Emma Thompson        | Sentit i sensibilitat (Sense and Sensibility)         | Elinor Dashwood                 |            |
| Nicole Kidman        | Tot per un somni (To Die For)                         | Suzanne Stone-Maretto           |            |
| Helen Mirren         | La follia del rei George (The Madness of King George) | Reina Charlotte                 |            |
| Elisabeth Shue       | Leaving Las Vegas                                     | Sera                            |            |
| 1997                 |                                                       |                                 |            |
| Brenda Blethyn       | Secrets i mentides (Secrets & Lies)                   | Cynthia Purley                  |            |
| Frances McDormand    | Fargo                                                 | Marge Gunderson                 |            |
| Kristin Scott Thomas | El pacient anglès (The English Patient)               | Katharine Clifton               |            |
| Emily Watson         | Breaking the Waves                                    | Bess McNeill                    |            |
| 1998                 |                                                       |                                 |            |
| Judi Dench           | Mrs. Brown                                            | Reina Victòria                  |            |
| Kim Basinger         | L.A. Confidential                                     | Lynn Bracken                    |            |
| Kathy Burke          | Nil by Mouth                                          | Valerie                         |            |
| Helena Bonham Carter | Les ales del colom (The Wings of the Dove)            | Kate Croy                       |            |
| 1999                 |                                                       |                                 |            |
| Cate Blanchett       | Elisabet (Elizabeth)                                  | Elisabet I                      |            |
| Jane Horrocks        | Little Voice                                          | Laurie Hoff / Little Voice "LV" |            |
| Gwyneth Paltrow      | Shakespeare in Love                                   | Viola de Lesseps                |            |
| Emily Watson         | Hilary i Jackie (Hilary and Jackie)                   | Jacqueline du Pré               |            |

### Dècada del 2000
| Any                  | Actriu                                                    | Pel·lícula                    | Personatge |
| -------------------- | --------------------------------------------------------- | ----------------------------- | ---------- |
| 2000                 |                                                           |                               |            |
| Annette Bening       | American Beauty                                           | Carolyn Burnham               |            |
| Linda Bassett        | East Is East                                              | Ella Khan                     |            |
| Julianne Moore       | El final de l'idil·li (The End of the Affair)             | Sarah Miles                   |            |
| Emily Watson         | Angela's Ashes                                            | Angela Sheehan McCourt        |            |
| 2001                 |                                                           |                               |            |
| Julia Roberts        | Erin Brockovich                                           | Erin Brockovich               |            |
| Juliette Binoche     | Chocolat                                                  | Vivianne Rocher               |            |
| Kate Hudson          | Gairebé famosos (Almost Famous)                           | Penny Lane                    |            |
| Hilary Swank         | Boys Don't Cry                                            | Brandon Teena                 |            |
| Michelle Yeoh        | Tigre i drac (Crouching Tiger, Hidden Dragon)             | Yu Shu Lien                   |            |
| 2002                 |                                                           |                               |            |
| Judi Dench           | Iris                                                      | Iris Murdoch                  |            |
| Nicole Kidman        | The Others                                                | Grace Stewart                 |            |
| Sissy Spacek         | A l'habitació (In the Bedroom)                            | Ruth Fowler                   |            |
| Audrey Tautou        | Amélie                                                    | Amélie Poulain                |            |
| Renée Zellweger      | Bridget Jones's Diary                                     | Bridget Jones                 |            |
| 2003                 |                                                           |                               |            |
| Nicole Kidman        | Les hores (The Hours])                                    | Virginia Woolf                |            |
| Halle Berry          | Monster's Ball                                            | Leticia Musgrove              |            |
| Salma Hayek          | Frida                                                     | Frida Kahlo                   |            |
| Meryl Streep         | The Hours                                                 | Clarissa Vaughan              |            |
| Renée Zellweger      | Chicago                                                   | Roxie Hart                    |            |
| 2004                 |                                                           |                               |            |
| Scarlett Johansson   | Lost in Translation                                       | Charlotte                     |            |
| Scarlett Johansson   | Girl with a Pearl Earring                                 | Griet                         |            |
| Anne Reid            | The Mother                                                | May                           |            |
| Uma Thurman          | Kill Bill: Vol. 1                                         | Beatrix Kiddo                 |            |
| Naomi Watts          | 21 Grams                                                  | Cristina Peck                 |            |
| 2005                 |                                                           |                               |            |
| Imelda Staunton      | El secret de Vera Drake (Vera Drake)                      | Vera Drake                    |            |
| Charlize Theron      | Monster                                                   | Aileen Wuornos                |            |
| Kate Winslet         | Eternal Sunshine of the Spotless Mind                     | Clementine Kruczynski         |            |
| Kate Winslet         | Descobrir el País de Mai Més (Finding Neverland)          | Sylvia Llewelyn Davies        |            |
| Zhang Ziyi           | La casa de les dagues voladores (House of Flying Daggers) | Mei                           |            |
| 2006                 |                                                           |                               |            |
| Reese Witherspoon    | A la corda fluixa (Walk the Line)                         | June Carter                   |            |
| Judi Dench           | Mrs Henderson Presents                                    | Laura Henderson               |            |
| Charlize Theron      | En terra d'homes (North Country)                          | Josey Aimes                   |            |
| Rachel Weisz         | The Constant Gardener                                     | Tessa Abbott-Quayle           |            |
| Zhang Ziyi           | Memòries d'una geisha (Memoirs of a Geisha)               | Chiyo Sakamoto / Sayuri Nitta |            |
| 2007                 |                                                           |                               |            |
| Helen Mirren         | La reina (The Queen)                                      | Elisabet II                   |            |
| Penélope Cruz        | Volver                                                    | Raimunda                      |            |
| Judi Dench           | Diari d'un escàndol (Notes on a Scandal)                  | Barbara Covett                |            |
| Meryl Streep         | El diable es vesteix de Prada (The Devil Wears Prada)     | Miranda Priestly              |            |
| Kate Winslet         | Jocs secrets (Little Children)                            | Sarah Pierce                  |            |
| 2008                 |                                                           |                               |            |
| Marion Cotillard     | La vida en rosa (La Môme)                                 | Édith Piaf                    |            |
| Cate Blanchett       | Elizabeth: l'edat d'or (Elizabeth: The Golden Age)        | Elisabet I                    |            |
| Julie Christie       | Lluny d'ella (Away from Her)                              | Fiona Anderson                |            |
| Keira Knightley      | Expiació (Atonement)                                      | Cecilia Tallis                |            |
| Elliot Page          | Juno                                                      | Juno MacGuff                  |            |
| 2009                 |                                                           |                               |            |
| Kate Winslet         | El lector (The Reader)                                    | Hanna Schmitz                 |            |
| Angelina Jolie       | L'intercanvi (Changeling)                                 | Christine Collins             |            |
| Kristin Scott Thomas | Il y a longtemps que je t'aime                            | Juliette Fontaine             |            |
| Meryl Streep         | El dubte (Doubt)                                          | Germana Aloysius Beauvier     |            |
| Kate Winslet         | Revolutionary Road                                        | April Wheeler                 |            |

### Dècada del 2010
| Any               | Actriu                                                            | Pel·lícula                           | Personatge |
| ----------------- | ----------------------------------------------------------------- | ------------------------------------ | ---------- |
| 2010              |                                                                   |                                      |            |
| Carey Mulligan    | Una educació (An Education)                                       | Jenny Mellor                         |            |
| Saoirse Ronan     | The Lovely Bones                                                  | Susie Salmon                         |            |
| Gabourey Sidibe   | Precious                                                          | Claireece "Precious" Jones           |            |
| Meryl Streep      | Julie i Julia (Julie & Julia)                                     | Julia Child                          |            |
| Audrey Tautou     | Coco, de la rebel·lia a la llegenda de Chanel (Coco avant Chanel) | Coco Chanel                          |            |
| 2011              |                                                                   |                                      |            |
| Natalie Portman   | El cigne negre (Black Swan)                                       | Nina Sayers                          |            |
| Annette Bening    | The Kids Are All Right (Els nois estan bé)                        | Dr. Nicole "Nic" Allgood             |            |
| Julianne Moore    | The Kids Are All Right (Els nois estan bé)                        | Jules Allgood                        |            |
| Noomi Rapace      | Els homes que no estimaven les dones (Män som hatar kvinnor)      | Lisbeth Salander                     |            |
| Hailee Steinfeld  | True Grit                                                         | Mattie Ross                          |            |
| 2012              |                                                                   |                                      |            |
| Meryl Streep      | La dama de ferro (The Iron Lady)                                  | Margaret Thatcher                    |            |
| Bérénice Bejo     | The Artist                                                        | Peppy Miller                         |            |
| Viola Davis       | The Help                                                          | Aibleen Clark                        |            |
| Tilda Swinton     | We Need to Talk About Kevin                                       | Eva Khatchadourian                   |            |
| Michelle Williams | La meva setmana amb Marilyn (My Week with Marilyn)                | Marilyn Monroe                       |            |
| 2013              |                                                                   |                                      |            |
| Emmanuelle Riva   | Amor (Amour)                                                      | Anne Laurent                         |            |
| Jessica Chastain  | Zero Dark Thirty                                                  | Maya Harris                          |            |
| Marion Cotillard  | De rovell i d'os (De rouille et d'os)                             | Stéphanie                            |            |
| Jennifer Lawrence | La part positiva de les coses (Silver Linings Playbook)           | Tiffany Maxwell                      |            |
| Helen Mirren      | Hitchcock                                                         | Alma Reville Hitchcock               |            |
| 2014              |                                                                   |                                      |            |
| Cate Blanchett    | Blue Jasmine                                                      | Jeanette "Jasmine" Francis           |            |
| Amy Adams         | American Hustle                                                   | Sydney Prosser / Lady Edith Greensly |            |
| Sandra Bullock    | Gravity                                                           | Dra. Ryan Stone                      |            |
| Judi Dench        | Philomena                                                         | Philomena Lee                        |            |
| Emma Thompson     | Saving Mr. Banks                                                  | P. L. Travers                        |            |
| 2015              |                                                                   |                                      |            |
| Julianne Moore    | Still Alice                                                       | Dra. Alice Howland                   |            |
| Amy Adams         | Ulls grossos (Big Eyes)                                           | Margaret Keane                       |            |
| Felicity Jones    | The Theory of Everything                                          | Jane Wilde Hawking                   |            |
| Rosamund Pike     | Gone Girl                                                         | Amy Elliott-Dunne                    |            |
| Reese Witherspoon | Wild                                                              | Cheryl Strayed                       |            |
| 2016              |                                                                   |                                      |            |
| Brie Larson       | L'habitació (Room)                                                | Joy "Ma" Newsome                     |            |
| Cate Blanchett    | Carol                                                             | Carol Aird                           |            |
| Saoirse Ronan     | Brooklyn                                                          | Eilis Lacey                          |            |
| Maggie Smith      | La dama de la furgoneta (The Lady in the Van)                     | Mary Shepherd / Margaret Fairchild   |            |
| Alicia Vikander   | The Danish Girl                                                   | Gerda Wegener                        |            |
| 2017              |                                                                   |                                      |            |
| Emma Stone        | La La Land                                                        | Mia Dolan                            |            |
| Amy Adams         | Arrival                                                           | Dra. Louise Banks                    |            |
| Emily Blunt       | La noia del tren (The Girl on the Train)                          | Rachel Watson                        |            |
| Meryl Streep      | Florence Foster Jenkins                                           | Florence Foster Jenkins              |            |
| Natalie Portman   | Jackie                                                            | Jackie Kennedy                       |            |
| 2018              |                                                                   |                                      |            |
| Frances McDormand | Three Billboards Outside Ebbing, Missouri                         | Mildred Hayes                        |            |
| Annette Bening    | Film Stars Don't Die in Liverpool                                 | Gloria Grahame                       |            |
| Sally Hawkins     | The Shape of Water                                                | Elisa Esposito                       |            |
| Margot Robbie     | Jo, Tonya (I, Tonya)                                              | Tonya Harding                        |            |
| Saoirse Ronan     | Lady Bird                                                         | Christine "Lady Bird" McPherson      |            |
| 2019              |                                                                   |                                      |            |
| Olivia Colman     | The Favourite                                                     | Queen Anne                           |            |
| Glenn Close       | The Wife                                                          | Joan Castleman                       |            |
| Viola Davis       | Widows                                                            | Veronica Rawlings                    |            |
| Lady Gaga         | A Star Is Born                                                    | Ally Maine                           |            |
| Melissa McCarthy  | Can You Ever Forgive Me?                                          | Lee Israel                           |            |

### Dècada del 2020
| Any                | Actriu                                                          | Pel·lícula                             | Personatge           |
| ------------------ | --------------------------------------------------------------- | -------------------------------------- | -------------------- |
| 2020               |                                                                 |                                        |                      |
| Renée Zellweger    | Judy                                                            | Judy Garland                           |                      |
| Jessie Buckley     | Wild Rose                                                       | Rose-Lynn Harlan                       |                      |
| Scarlett Johansson | Marriage Story                                                  | Nicole Barber                          |                      |
| Saoirse Ronan      | Donetes (Little Women)                                          | Josephine "Jo" March                   |                      |
| Charlize Theron    | Bombshell                                                       | Megyn Kelly                            |                      |
| 2021               |                                                                 |                                        |                      |
| Frances McDormand  | Nomadland                                                       | Fern                                   |                      |
| Bukky Bakray       | Rocks                                                           | Olushola "Rocks" Omotoso               |                      |
| Radha Blank        | The Forty-Year-Old Version                                      | Radha Blank                            |                      |
| Vanessa Kirby      | Pieces of a Woman                                               | Martha Weiss                           |                      |
| Wunmi Mosaku       | His House                                                       | Rial Majur                             |                      |
| Alfre Woodard      | Clemency                                                        | Bernardine Williams                    |                      |
| 2022               |                                                                 |                                        |                      |
| Joanna Scanlan     | After Love                                                      | Mary Hussain                           |                      |
| Lady Gaga          | House of Gucci                                                  | Patrizia Reggiani                      |                      |
| Alana Haim         | Licorice Pizza                                                  | Alana Kane                             |                      |
| Emilia Jones       | CODA                                                            | Ruby Rossi                             |                      |
| Renate Reinsve     | The Worst Person in the World (Verdens verste menneske)         | Julie                                  |                      |
| Tessa Thompson     | Passing                                                         | Irene Redfield                         |                      |
| 2023               |                                                                 |                                        |                      |
| Cate Blanchett     | Tár                                                             | Lydia Tár                              |                      |
| Viola Davis        | The Woman King                                                  | General Nanisca                        |                      |
| Ana de Armas       | Blonde                                                          | Norma Jeane Mortenson / Marilyn Monroe |                      |
| Danielle Deadwyler | Till                                                            | Mamie Till                             |                      |
| Emma Thompson      | Bona sort, Leo Grande (Good Luck to You, Leo Grande)            | Nancy Stokes / Susan Robinson          |                      |
| Michelle Yeoh      | Tot a la vegada a tot arreu (Everything Everywhere All at Once) | Evelyn Quan Wang                       |                      |
| 2024               | Emma Stone                                                      | Poor Things                            | Bella Baxter         |
| 2024               | Fantasia Barrino                                                | The Color Purple                       | Celie Harris-Johnson |
| 2024               | Sandra Hüller                                                   | Anatomia d'una caiguda                 | Sandra Voyter        |
| 2024               | Carey Mulligan                                                  | Maestro                                | Felicia Montealegre  |
| 2024               | Vivian Oparah                                                   | Rye Lane                               | Yas                  |
| 2024               | Margot Robbie                                                   | Barbie                                 | Barbie               |

Nota: Entre 1965 i 1974, diverses actrius van ser nominades per a múltiples actuacions en un sol any; cadascuna compta com una nominació. Les dues mencions de Scarlett Johansson el 2004 compten com a dues nominacions separades. Les dues mencions rebudes per Kate Winslet tant el 2005 com el 2009 compten com a dues nominacions separades cada vegada.